# Іпконіт
Іпконіт (рос. ипконит, англ. ipconite, нім. Ipkonit m) — запобіжна вибухова речовина (ВР) VII класу, ігданіт з добавкою 6% порошку алюмінію. 
Це ВР потужніша від ігданіту, має стабільні властивості при перебуванні в свердловині протягом доби і призначена для заряджання сухих свердловин у масивах будь-якої міцності та тріщинуватості.
Отримала назву від абревіатури назви розробника —- Інституту проблем комплексного освоєння надр Академії наук СРСР (рос. Институт проблем комплексного освоения недр — ИПКОН).